# Line Marsa

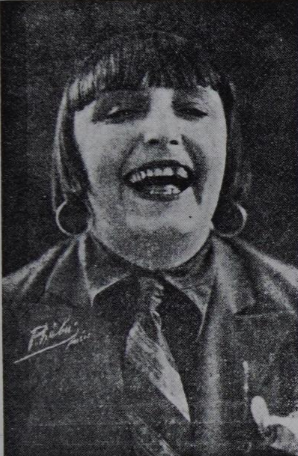
Line Marsa

Annetta Giovanna Margherita Maillard in Gassion, nota anche con lo pseudonimo di Line (Jacqueline) Marsa (Livorno, 4 agosto 1895 – Parigi, 6 febbraio 1945), è stata una cantante francese, madre della cantante francese Édith Piaf.

## Primi anni di vita
Nacque da genitori francesi che erano in tournée in Italia con una compagnia circense itinerante che si esibiva al Teatro estivo in piazza della Cavallerizza.
Suo padre, Auguste Eugène Maillard (1866-1912), proveniva dalla regione francese della Loira. Sua madre, Emma Saïd Ben Mohamed (Soissons, 10 dicembre 1876 - Parigi 1930), nata nel carro dei genitori, che stazionava in rue de la Paix in Soissons, fu artista circense e cantante che si esibiva col nome d'arte di “Aicha” e fu amica di La Goulue (Louise Joséphine Weber), scrisse Arletty. Emma era figlia di Saïd Ben Mohamed (1827 - 1890), acrobata, nato a Mogador, Marocco, berbero di origine Cabilia, e di Margherita (o Marguerite) Bracco, nata a Murazzano, Piemonte.

## Vita privata
Il 4 settembre 1914 sposò Louis Alphonse Gassion (10 maggio 1881 – 3 marzo 1944), cantante e contorsionista circense. L'anno successivo, il 19 dicembre, diede alla luce la loro prima figlia, Édith Giovanna Gassion, che sarebbe diventata Édith Piaf. Il 31 agosto 1918, a Marsiglia, diede alla luce il loro secondo figlio, Herbert (1918 - 1997). Édith fu allevata dalla nonna materna Emma dal 1915 al 1917, quando fu mandata invece dalla nonna paterna, a causa della negligenza di Annetta ed Emma.
Annetta e Louis divorziarono il 4 giugno 1929, a causa dell'abuso di droghe di Annetta, che non si risposò più.

## Carriera
Line Marsa fu cantante, artista circense ed equestre. Il suo nome d'arte pare sia stato ispirato da La Marsa, un porto della Tunisia, secondo il figlio Herbert.

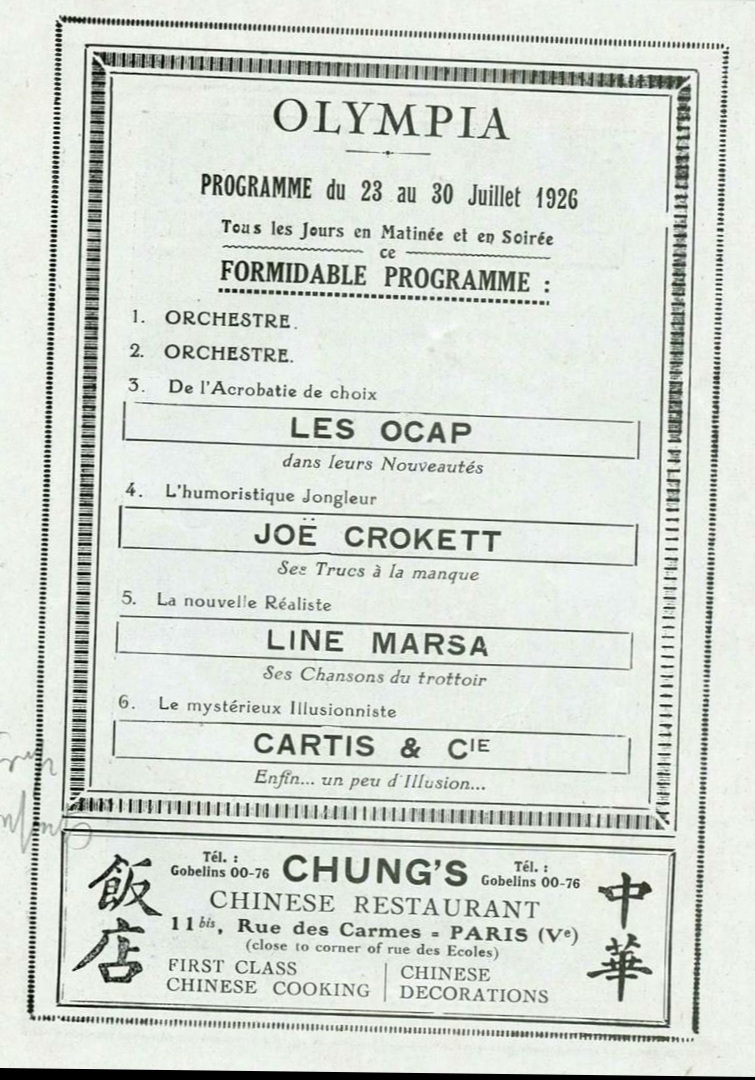
Manifesto dell'Olympia con il suo nome 1926

Il suo nome comparve in particolare tra i coristi sul manifesto Les Nuits (di Emma Liébel, Denyse Luciani e E. Cloerec-Maupas) o sulla copertina della partitura Le môme Camille (di Raoul Leblond, Jean Nelly e Laurent Halet). Il suo repertorio derivava dal cabaret classico: Haine d'amour. Mélancolie, di Paul Delmet, Les Inquiets, Le deux menetriers e altre canzoni.
Apparve prima al Petit Casino, poi all'Olympia e al Caveau de la République e dieci anni dopo, divenuta infelice e depressa, cominciò a cantare per strada. Successivamente lavorò in un music-hall e fece tournée in provincia, in particolare al Folies Bergères a Le Havre. Tornò a Parigi per cantare in cabaret quali La Bohème, Place du Tertre, Les Quat'z'Arts a Montmartre, il Bal de L'Abbaye a 8 rue de Puteaux, Le Jockey, La Gaieté Montparnasse, Les Folies Belleville, Le Libertys, La Boule Noire (dove rimase per cinque anni prima della seconda guerra mondiale), il Mikado.
Non ebbe successo come cantante sebbene avesse un talento vocale che la figlia ereditò, come affermò Arletty e come confermò un giornalista dell'epoca che descrisse la sua «voce piena e grave, percorsa da inflessioni rauche”.
Quattro anni prima di morire, nel 1941, rilasciò un'intervista sulla rivista Les Vedettes dove lei o la giornalista coltivarono il suo mito (la fece nascere ad Algeri) e quello di Piaf (la fece nascere per strada ai piedi di un lampione). A quel tempo viveva da sola in un modesto appartamento parigino, sperando di tornare sul palco per cantare.

## Morte
Morì di overdose a Parigi il 6 febbraio 1945, a 49 anni, in mezzo ai bidoni della spazzatura di Pigalle. Arletty disse: “Line Marsa era sprofondata nella droga”. Fu sepolta nel cimitero di Thiais, e non nella tomba di famiglia nel cimitero parigino di Père Lachaise, dove erano già sepolti la figlia di Édith, Marcelle morta nel 1943 e il padre Louis Alphonse Gassion, morto nel 1944; nel 1963 vi sarà sepolta Édith.

## Ricordo nella cultura popolare
Nel 2021 il Comitato Unesco Jazz day Livorno ha dichiarato il 4 agosto "Giornata degli artisti di strada" per ricordare Line Marsa.
Il graffitaro livornese Mart Signed ha realizzato un dipinto sul muro del parco pubblico di Villa Fabbricotti, lato Piazza Roma, e una lastra di pietra: "Line Marsa / (Anita Maillard) / nacque a Livorno / 4 agosto 1895".
Line Marsa è stata interpretata da Clotilde Courau nel film La vie en rose (2007) di Olivier Dahan, biografia di Édith Piaf.